# Lacustrien proces

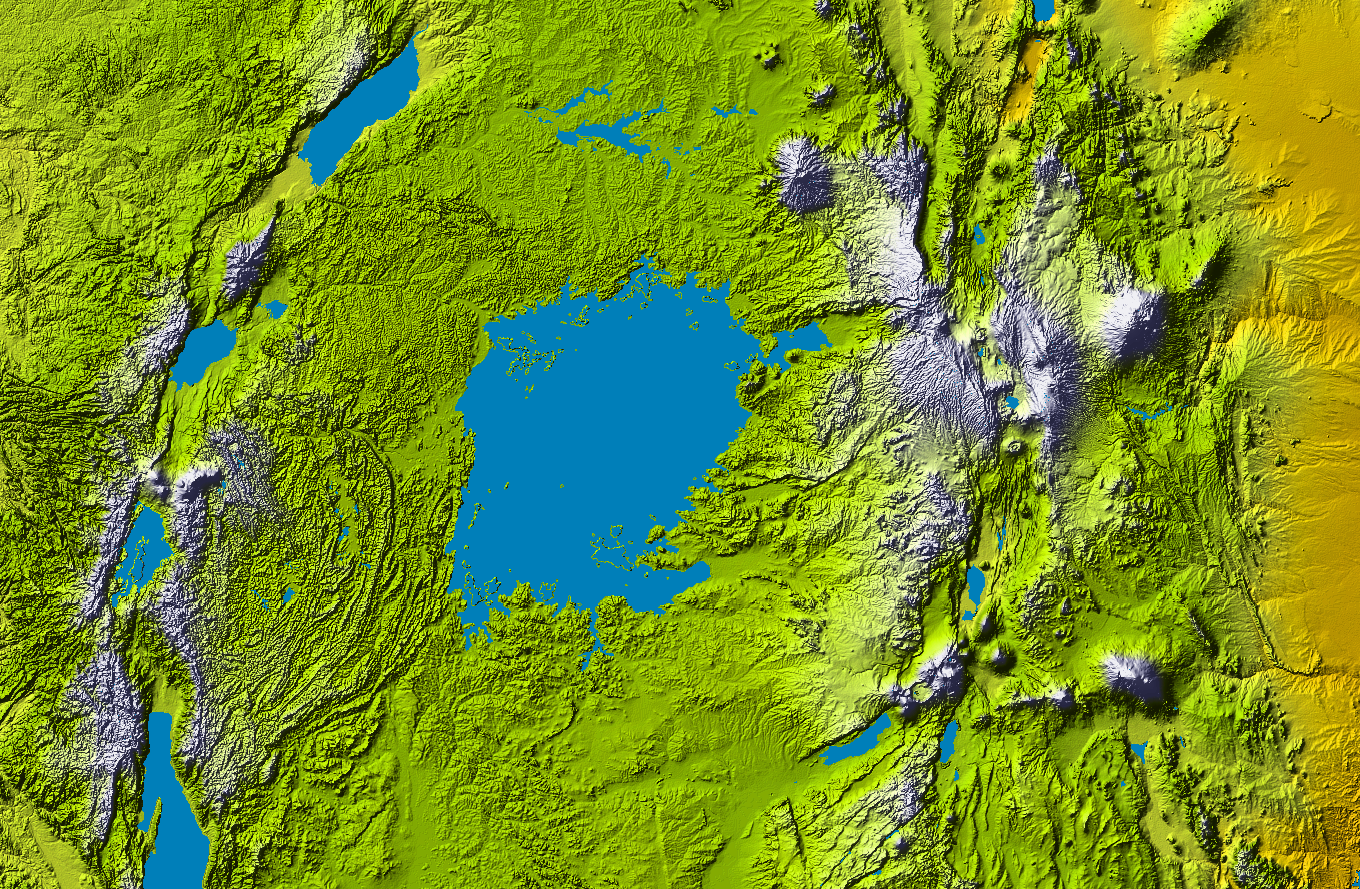
Het Victoriameer in Oost-Afrika, dat met name gevoed wordt door omliggende rivieren en delta's

Een lacustrien proces is een vorm van sedimentatie die plaatsvindt in en rondom meren. De naam is afkomstig van het Latijnse lacus, dat "meer" betekent. Lacustriene afzettingen bestaan uit klei, zand en silt en zijn vaak rijk aan organisch materiaal, zeker in afzettingsmilieus met veel plantengroei en in diepere meren, zoals het Baikalmeer in Siberië.

## Afzettingsmilieu
Lacustriene afzettingsmilieus zijn zeer divers in sedimentologie als in diepte zowel heden ten dage als in de geologische geschiedenis. Het meeste sediment wordt aangevoerd door rivieren en lacustriene delta's, in aride gebieden ook eolisch.
Bekende lacustriene geologische formaties, rijk aan organisch materiaal, zijn de Green River-formatie (Eoceen) in Utah en de Lagoa Feia-formatie uit de ondergrond van Brazilië.